# Slam! (tijdschrift)
SLAM! (Sounds, Lifestyle And More) was een maandblad voor de Nederlandse uitgaanscultuur. Het eerste deel verscheen in oktober 1998. De hoofdredacteur was Walter van Maren.